# Milan siffleur
Haliastur sphenurus
Espèce
Statut de conservation UICN

 LC  : Préoccupation mineure
Statut CITES
Le Milan siffleur (Haliastur sphenurus) est une espèce de rapace diurne de la famille des Accipitridae.

## Description

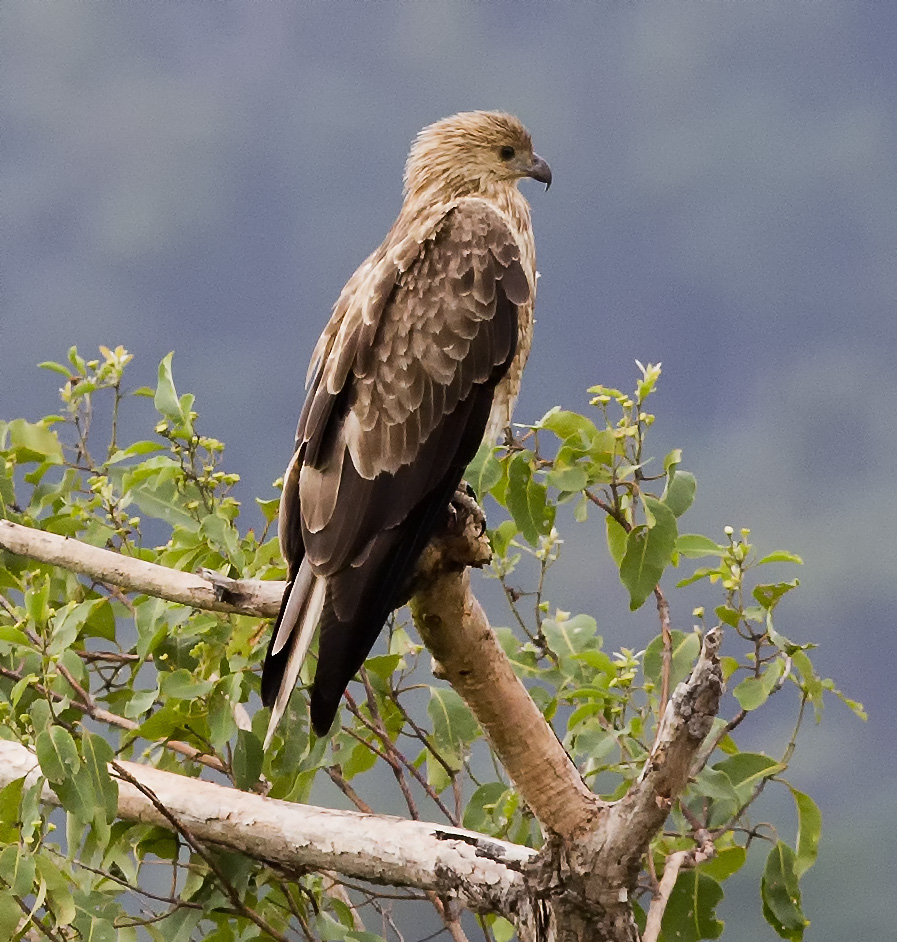
Milan siffleur.

Il mesure de 50 à 60 cm de long avec une envergure comprise entre 123 et 146 cm. Son poids varie de 380 à 1 050 g. Comme pour la plupart des rapaces, les femelles sont plus grosses et plus lourdes que les mâles, bien qu'il y ait un chevauchement considérable entre les sexes. les oiseaux du Sud sont également plus grands que ceux trouvés sous les tropiques. Il n'y a pas de dimorphisme sexuel.
Les adultes sont la tête, la poitrine et la queue chamois pâle, avec les ailes brunes et les rémiges noires. Les immatures sont fortement striés de brun-roux avec des taches pâles bien évidentes sur les ailes. Globalement, c'est un oiseau à petite tête et à longue queue, avec l'extrémité des ailes loin de la pointe de la queue lorsque l'oiseau est perché au repos. Bien que ses jambes soient courtes, l'oiseau marche facilement sur le sol. Il plane avec les ailes légèrement baissées, les longues rémiges souvent bien écartées. Le modèle sous le dessous des ailes est distinctif.

## Répartition
On le trouve en Australie, Nouvelle-Calédonie et surtout Nouvelle-Guinée.

## Comportement

### Oiseaux du feu
En Australie, il a été observé que les milans siffleurs favorisent l'extension des feux de brousse en emportant des brindilles enflammées dans des zones encore intactes.
Depuis plusieurs décennies, des ornithologues ont observé, en Afrique de l'Ouest,, en Afrique de l'Est, en Papouasie-Nouvelle-Guinée, en Floride et au Texas, aux États-Unis (caracaras des genres Caracara, Ibycter, et Polyborus),, au Panama et au Brésil que les incendies peuvent attirer des oiseaux de proie et charognards, par centaines parfois ; ils repèrent et capturent là plus facilement des vertébrés et/ou invertébrés fuyant les flammes et la fumée, ainsi que des restes d'animaux tués par le feu ou l'asphyxie,. On a longtemps estimé que ce comportement n'était qu'opportuniste, mais ce n'est pas toujours le cas.

Dans les savanes australiennes, trois espèces d'oieaux : le milan noir [Milvus migrans], le milan siffleur [Haliastur sphenurus] et le faucon brun [Falco berigora] étaient génériquement dénommées "faucons de feu" ou "mangeurs de feu" par les aborigènes de cette région.
Des ornithologues ont récemment confirmé avoir observé des tentatives, « en solo, et en coopération, souvent réussies, de propagation intentionnelle d'incendies de forêt via le transport ponctuel ou répété de bâtons enflammés dans leurs serres ou leur bec. Ce comportement, souvent représenté lors de cérémonies sacrées, est largement connu des populations locales du Territoire du Nord, où nous avons mené des recherches ethno-ornithologiques de 2011 à 2017 ; il nous a également été signalé d'Australie-Occidentale et du Queensland ».
Après une phase de scepticisme officiel quant à la réalité du phénomène de propagation aviaire de feux, cette recherche collaborative doit aider à mieux comprendre comment cette espèce et d'autres « à la fois en Australie et, potentiellement, ailleurs, peuvent contribuer aux théories sur l'évolution des savanes tropicales et les origines du feu humain ».